# Segunda Batalla de Angostura
La Segunda Batalla de Angostura fue un enfrentamiento militar sucedido en el contexto de la Guerra de Independencia de Venezuela entre las fuerzas patriotas y realistas el 17 de julio de 1817 con la victoria de las primeras, que consiguieron capturar la ciudad.

## Antecedentes

### Guerra de guerrillas
Entre 1813 y 1818 se vivió un proceso de transformación en los ejércitos de ambos bandos con consecuencias decisivas. Entre los realistas, su tropa miliciana y guerrillera compuesta principalmente por mulatos, esclavos y mestizos muto a otra de soldados profesionales europeos, gracias a la llegada de la expedición de Pablo Morillo y el desdén demostrado por las milicias venezolanas. Entre los patriotas, la fuerza de milicianos criollos de los primeros tiempos fue reemplazada por otra de llaneros pardos pero en proceso creciente de profesionalización, especialmente entre sus oficiales. Así, la «guerra civil» se transformó en lo que buscaban los líderes revolucionarios con su guerra a muerte: una «patriótica y nacional». Los realistas empezaban a perder el absoluto apoyo popular que tuvieron alguna vez. Diversas partidas patriotas habían nacido durante los años anteriores, ninguna superaba el millar de combatientes en sus operaciones, pero tenían un fortísimo apoyo popular de los llaneros y refugiados. Los guerrilleros solían colaborar con ellos en el trabajo de las tierras comunales para conseguir suministros.
Desde finales de 1816, el general Manuel Carlos Piar estaba convencido de la necesidad de conquistar la provincia de Guayana para dominar el delta del Orinoco y tener acceso al sistema de comunicaciones fluviales del interior del país, pero solo después de la llegada de Simón Bolívar los esfuerzos republicanos se centraron en la región. Los recién llegados de Haití contactaron con las guerrillas locales y se apoderaron de las misiones capuchinas.

### Campaña
El 1 de enero de 1817 Bolívar desembarcó en Barcelona, pero incapaz de avanzar sobre Caracas por la presencia de un gran ejército realista decidió buscar otro teatro de operaciones. El Libertador vio en Guayana que Piar estaba creando una base de poder donde él podía consolidar su poder, obtener ganado, granos y comunicaciones marítimas, contactar con las guerrillas de los Llanos interiores y evitar quedar atrapado en Barcelona. Esto lo enfrentó con Santiago Mariño, quien deseaba avanzar sobre Cumaná. El 21 de marzo sale para Guayana y ordena a su almirante, el corsario Luis Brión llevar su flota para colaborar con él en la campaña. El Libertador llevaba 200 soldados.

## Batalla

### Movimientos de Piar
El sitio de Angostura comenzó el 12 de enero, seguido por un infructuoso intento de asalto seis días después. Piar dejó el asedio a cargo del general Manuel Cedeño el día 24 y marchó sobre las misiones de Caroní, zona rica en ganados y provisiones, pasando todo el mes de febrero conquistando los pueblos uno por uno. El 25 de febrero el coronel Bartolomé Salom asediaba Guayana la Vieja, donde los monárquicos tenían dos castillos, pero el 29 de marzo acababa por retirarse.
El 8 de marzo salía de San Fernando de Apure un convoy de 35 barcos protegidos por la cañonera Carmen siguiendo el curso del Orinoco. Llevaba 1.000 a 1.500 soldados y lo dirigía el brigadier Miguel de la Torre, nuevo Jefe Militar de Angostura y Guayana la Vieja. El 27 llegaban a Angostura, villa que encontraban con serios problemas de abastecimiento. El hambre terminó por llevar a los habitantes y defensores a sacrificar a todo animal que pudieron encontrar y a devorar cueros y hierbas. Temían ser aniquilados y sus mujeres violadas en caso de capitular. Los patriotas los bombardeaban constantemente desde el pueblo de Soledad. El brigadier resolvió reconquistar Caroní y aprovisionarse ahí, pero fue completamente derrotado en San Félix el 11 de abril.
A las 02:00 horas del 25 de abril, Piar ordenó a varias columnas atacar Angostura, la principal al mando del general Pedro León Torres. Tras cuatro horas de lucha, Latorre los obliga a retirarse con la pérdida de 7 oficiales y 78 soldados. El 26 y 27 los buques realistas en Guayana la Vieja volvían a Angostura para defender la línea de comunicación y abastecimiento del Orinoco.

### Llega Bolívar
Entre tanto, Bolívar enfrentaba el desafío de Mariño, contrario a reconocer su autoridad, el caudillo oriental estableció el Congresillo de Cariaco el 8 de mayo para proclamar la restauración del sistema federal. Junto al canónico José Cortés de Madariaga desconoce la autoridad de Bolívar y se autoproclama jefes del movimiento republicano. De inmediato, Rafael Urdaneta y Antonio José de Sucre desertan de su ejército y pasan a Guayana en busca del Libertador. Brión y los demás que inicialmente apoyaron a Mariño pronto lo abandonaron y el caudillo se refugió en Margarita (12 de mayo). El 26 de junio, por intercesión de Urdaneta, se reconciliaron Mariño y Bermúdez y el caudillo oriental reconocía la autoridad de Bolívar.
El 2 de mayo Bolívar y Piar se encontraban en El Juncal. Ahí el segundo reconoció la autoridad y primacía del primero. Se insiste a Brión venir a la provincia, se construye una batería en La Punta, río debajo de Angostura, para estorbar a la escuadrilla realista en la zona y manda establecer un astillero para construir flecheras y mejorar el apostadero en Puerto de las Tablas, en la boca del Caroní.
El 4 de mayo Bolívar decide apretar el asedio de Angostura y releva a Piar del mando del Ejército de Guayana, enviándolo a Upata y poniendo a José Francisco Bermúdez a cargo de las fuerzas de tierra. Después de esto, Piar comenzaba a planear su sublevación. El 5 de junio Bolívar llega a Angostura y se pone personalmente al mando de las tropas.
Antes, el 24 de mayo los patriotas tomaban por la isla Fajardo, donde se unen el Caroní y el Orinoco, y poco después construían río arriba un apostadero en La Vuelta del Torno para aislar la villa de Apure. Esa vía de comunicación quedaba completamente interrumpida cuando los republicanos tomaban el apostadero de Borbón (4 de julio). Esto era clave porque el continuo paso de navíos permitía traer carnes y armamentos a los defensores.
La situación cambió definitivamente con la llegada de las goletas y bergantines de Brión a principios de julio. El acceso de suministros por mar a la ciudad también quedaba bloqueado y se estableció una ruta permanente de comunicaciones y abastecimiento para los rebeldes. La victoria de los patriotas en Pagallos el 8 de julio garantizaba el dominio naval del río, haciendo insostenible la posición.

### Evacuación
Finalmente, el 17 de julio, el general La Torre ordenó a toda la población, 1.800 civiles y 2.000 soldados y marineros, embarcarse en 30 bergantines, goletas, barcazas y curiaras fondeadas en el puerto, subir las pertenencias, enseres, tesoros y archivos y dirigirse al delta del Orinoco. Solo 300 soldados de la guarnición estaban sanos, el resto estaba en hospitales. Aparte de ellos, quedaban las tripulaciones. A las 10:00 horas salían los últimos evacuados de la ciudad a Guayana la Vieja, donde su guarnición también era evacuada (unos 600 efectivos) el 3 de agosto. Los monárquicos se habían comido hasta los cueros por el hambre, su moral estaba por los suelos. Su flota hizo varios amagos de ataque, pero después de los sucesos de Pagallos no se atrevieron a atacar.
Sin embargo, las embarcaciones de Brión, con órdenes de Bolívar, no dejaron de acosarlos. Presas del pánico, los navíos fugitivos empezaron a dispersarse en el delta. Lograron escapar los barcos de guerra donde estaban Latorre, Fitzgerald, sus oficiales y soldados. Tomaron rumbo a la isla de Granada y después a Venezuela. La mayoría son capturados. Más de la mitad de los habitantes y sus posesiones acabaron en el fondo del río. Otros se perdieron en ese laberinto de canales y caños, nunca se volvió a saber de ellos.
Mientras los realistas evacuaban, las tropas de Bermúdez entraban. El 19 de julio, Bolívar entraba en la urbe y encontraba únicamente algunos famélicos.

## Consecuencias
El asedio de Angostura fue el más sangriento de la independencia de Venezuela, solo comparable con de Cartagena de Indias y El Callao. Fue la mayor victoria desde la Campaña Admirable y sus réditos beneficiaron a Bolívar, quien arriesgó su vida y sufrió las mismas privaciones que las tropas. Sin embargo, gran parte del mérito correspondía a Piar.
En Angostura los patriotas consolidan una base de operaciones en Guayana y desde ahí expandirán sus operaciones por toda la cuenca del Orinoco, región que entre 1817 y 1819 concentró las operaciones bélicas. Se volvía imprescindible aliarse con José Antonio Páez para atraer a los llaneros a su causa, conquistar Apure y Barinas y avanzar al interior de la Nueva Granada.
Los patriotas controlaban una provincia de 30.000 habitantes, pero las principales ciudades y el resto del país seguían en manos realistas. A pesar de que la guerra había arruinado la región, esto no les impedirá movilizar un ejército mal armado y hambriento de 3.000 a 3.500 efectivos, la mayoría eran infantes descalzos armados solo con lanzas, arcos y flechas.
Durante esta campaña, Bolívar impone su mando definitivamente sobre los demás caudillos patriotas, todos personajes con victorias en su haber y numerosos seguidores. La mayoría habían permanecido en los Llanos venezolanos mientras él estaba en Nueva Granada o el Caribe. Lo más llamativo fue el enfrentamiento con Piar. Este último estaba conspirando en Maturín, pero tras una serie de encontronazos con el coronel Andrés Rojas marcha a Cumanacoa, donde había numerosos partidarios de Mariño pero estos no le apoyaron. Volvió para Maturín pero en Aragua de Barcelona Cedeño lo arresto. Sometido a juicio militar, fue condenado a muerte el 15 de octubre y ejecutado al día siguiente. El poder político y militar patriota quedaba definitivamente unificado en torno a la persona del Libertador.